# Nathaniel Lyon
Nathaniel Lyon, född 14 juli 1818 i Ashford, Connecticut, död 10 augusti 1861 i Springfield, Missouri (stupad), var en amerikansk general som deltog i Seminolerkrigen, mexikansk-amerikanska kriget, indiankrigen och amerikanska inbördeskriget. Han var den förste generalen från nordstatsarmén som stupade under inbördeskriget.

## Biografi

### Tidig karriär
Lyon var son till farmaren Amasa Lyon och dennes hustru Kezia Knowlton. I familjen föddes nio barn, vartill Nathaniel var nummer sju. Han arbetade som ung på faderns farm och skrevs 1837 in vid United States Military Academy i New York, varifrån han utexaminerades 1841. Under andra seminolerkriget tjänstgjorde Lyon i Florida och förflyttades efter kriget till Madison Barracks i New York. Efter att en menig soldat betett sig oförskämt bestraffade Lyon denne genom att slå och binda soldaten samt förse denne med munkavle. På grund av detta blev Lyon avstängd från armén i fem månader.
Under mexikansk-amerikanska kriget sårades Lyon och befordrades efter kriget till kapten och stationerades i Kalifornien. Lyon deltog där i indianmassaker vid Clear Lake 1850. Lyon stationerades sedan i Kansas där han bevakade konflikterna mellan slavförespråkare och anti-slavförespråkare. Själv var Lyon emot slaveriet då han ansåg att det skapade onödig konkurrens gentemot vita arbetare. Slaverifrågan ledde till inbördeskrig och vid tiden före krigets utbrott beordrades Lyon till Saint Louis för att skydda stadens vapenförråd mot sydstatarna.

### Inbördeskriget
När inbördeskriget bröt ut den 12 april 1861 förde Lyon befälet över unionssoldaterna i Saint Louis som försvarade staden mot konfederationens trupper. Lyon lyckades ta kontroll över vapenarsenalen och fraktade nästan alla av arsenalens vapen till Illinois. I arbetet med att skydda arsenalen fick Lyon hjälp av tusentals tyska volontärer som motsatte sig slaveriet. Guvernör Claiborne Fox Jackson beordrade Missouris delstatsgarde att hota att angripa Lyons styrkor på Camp Jackson utanför Saint Louis. Lyon var orolig att gardet var lojalt med sydstatarna, varför han lät ta gardisterna till fånga och satte dem att marschera genom Saint Louis. Våldsamheter utbröt mellan Lyons milis och civila demonstranter, varvid 28 civila sköts till döds av Lyons män.
Guvernör Jackson svarade med att förbereda Missouri för krig mot unionen och den tidigare guvernören Sterling Price, som bevittnade massakern vid Camp Jackson, erhöll befälet över delstatsgardet. Lyon blev brigadgeneral över krigsvolontärer och tillsammans med kongressledamoten Frank Blair försökte han fruktlöst medla med Jackson och general Sterling Price för att undvika stridigheter. Den 1 juni utnämndes Lyon till befälhavare över Missouriarmén. Han konfronterade och besegrade Missouris delstatsgarde den 17 juni 1861 i det som kallas slaget vid Boonville. Segern av unionen kontroll över Missourifloden, som under resten av kriget inte kunde användas för truppförflyttningar och försörjningar av konfederationen.
Den 10 augusti 1861 konfronterades Lyons trupper och konfederationen vid Wilson's Creek utanför Springfield. Volontärerna som deltagit på Lyons sida hade återvänt till Saint Louis och hans återstående förband hade brist på förnödenheter. Konfederationens trupper var nästan dubbelt så många, men Lyon beslöt att ändå gå till anfall. Under slaget skadades Lyon i armen och benet, men han tog tag i en regementsfana och uppmuntrade sina förband att fortsätta striden. Kort därefter sköts han till döds och blev därmed den förste generalen ur nordstatsarmén som stupade under kriget. Enligt ett ögonvittne hade Lyon, efter att blivit av med sin häst, plockat upp stenar och slagit en soldat vid namn Will Morgan i ansiktet, varefter en soldat vid namn John Morgan sköt honom med en kavalleripistol.
Efter Lyons död flydde unionstrupperna till Springfield och liket skickades till Connecticut. Lyons begravning i Ashford bevittnades av 15 000 sörjande. Idag bevaras Lyons hatt och handskar samt några litografier och fotografier av honom hos Connecticut Historical Society. Missouris 24. volontärinfanteri kallades "The Lyon Legion" efter honom och flera counties i Minnesota, Iowa, Kansas och Nevada är namngivna efter Nathaniel Lyon.